# Vinicio Molina
Vinicio „Vinnie“ Molina ist der im Februar 2009 gewählte Präsident der Communist Party of Australia, der bei der Gewerkschaft Construction, Forestry, Mining and Energy Union
in Western Australia angestellt ist.
Molina kam 1995 von Guatemala nach Australien. Er war im Holzhandel beschäftigt, engagierte sich als Gewerkschafter  und  betätigte in den 1990er Jahren als  politischer studentischer Aktivist. Er pflegt vor allem Beziehungen zu Lateinamerika und ist der Präsident der Australia-Cuba Friendship Society in Western Australia.